# Sultan Qaboos Sports Complex
 (mars 2025).
Si vous disposez d'ouvrages ou d'articles de référence ou si vous connaissez des sites web de qualité traitant du thème abordé ici, merci de compléter l'article en donnant les références utiles à sa vérifiabilité et en les liant à la section « Notes et références ».
Le Complexe Sportif du Sultan Qabus (en arabe : مجمع السلطان قابوس الرياضي) est un stade omanais situé à Mascate, la capitale du pays.

## Histoire
Inauguré le 19 octobre 1985, en l'honneur du sultan omani Qabus ibn Said (chef d'État omani depuis le 23 juillet 1970), le stade a une capacité de 39 000 places (faisant de lui le plus grand stade du pays) et sert pour la sélection nationale d'Oman et pour le club de Mascate FC. 
Le stade a accueilli des matchs de la Coupe du golfe Persique des nations de football en 1996 et en 2009.